# 方铁矿
方铁矿 （Fe1-xO）是一种以氧化亚铁为主的矿物，常见于陨石和天然铁矿中。 其色泽灰暗，不透明，常带绿色金属光泽。 方铁矿为立方晶体，莫氏硬度为5-5.5，比重大约为5.7到6.0左右。方铁矿是一种常见的非整比化合物，其化学式中x的范围在0.04-0.12之间。 
方铁矿的英文名称（wüstite）是为了纪念德国金属学家，矿物學家，基尔大学教授，马克斯·普朗克铁研究所公司首任所长弗里茨·胡斯特 ，因其首次合成该矿物。
方铁矿的特征产地位于德国巴登-符腾堡州斯图加特附近。除此之外，在格陵兰的迪斯科岛和印度的贾里亚也有发现。在一些金伯利岩管的钻石包体以及深海锰结核中也可找到方铁矿。方铁矿的通常出现于强还原性的环境中。

## 晶体结构

方铁矿的晶体结构

方铁矿为立方晶体，其点群为 {\displaystyle {\frac {4}{m}}{\overline {3}}{\frac {4}{m}}}，其空间群为 {\displaystyle Fm3m}，其晶格常數{\displaystyle a=4.296\mathrm {\AA} } 。在戴纳矿物分类中编号为04.02.01.06，属于带二价电荷阳离子的简单氧化物矿物，方镁石类。

## 方铁矿氧化还原缓冲对
在地球化学中，方铁矿的存在常被用于指出岩石处于还原性环境。在这种还原性环境中，赤铁矿无法形成。当还原性环境继续发展时，磁铁矿也会被还原成方铁矿。这是因为赤铁矿和磁铁矿中的三价铁离子被还原成亚铁离子。一个典型的反应如下：
FeO.Fe2O3 + C --> 3FeO + CO
磁铁矿 + 石墨/金刚石 --> 方铁矿 + 一氧化碳
在厌氧环境中，当三价铁离子被彻底还原，方铁矿将被进一步还原成金属铁。在这些反应中，方铁矿和磁铁矿充当了氧化还原反应的缓冲物质，其作用类似于酸碱反应中的缓冲物质。
在自然界中，还原性强到足以维持方铁矿-磁铁矿存在的环境比较罕见。常见的含有方铁矿的岩石包括矽卡岩，陨石及一些含有单质碳（如金刚石和石墨）的地幔岩石。

## 下地幔矿物成分
方铁矿和方镁石的固溶体被认为是下地幔的主要成分之一，对其弹性性质（如高温高压下其地震波速）的测量有助于限定下地幔的真实矿物学组分。在西藏罗布莎地区采集的蛇绿岩地幔岩标本中曾发现被包裹于方铁矿中的自然铁，该样品被认为来自于下地幔，且可能是核幔边界化学反应的产物，通过地幔柱作用被携带到上地幔。这一发现证明外地核液态铁中溶有氧元素。

## 相关矿物
方铁矿常与方镁石构成固溶体。在此固溶体中，亚铁离子取代了镁离子的位置。锌，铝或其它过渡金属的离子也常取代方铁矿中亚铁离子的位置。白云石矽卡岩中的方铁矿常与菱铁矿，顽火辉石，透辉石和菱镁矿有关。